# بلند پرچین
بلند پرچین یک روستا در ایران است که در دهستان انگوران واقع شده‌است. بلند پرچین ۱۷۰ نفر جمعیت دارد.